# 懷努斯 (伊利諾伊州)
懷努斯（英語：Wynoose）是位於美國伊利諾伊州里奇蘭縣的一個非建制地區。該地的面積和人口皆未知。

## 地理
懷努斯的座標為38°35′55″N 88°13′19″W / 38.59861°N 88.22194°W，而該地的平均海拔高度為131米（即430英尺）。